# Cyberdog
Cyberdog是以OpenDoc為基礎的網路套件應用，由蘋果電腦為Mac OS系列作業系統開發。1996年2月推出Beta版，並於1997年3月停止開發。最後一個版本Cyberdog 2.0於1997年4月28日發表。它適用於System 7的後續版本以及Mac OS 8和Mac OS 9作業系統。
Cyberdog的名字源自於紐約客漫畫的一個標題「在互联网上，没人知道你是一条狗。」

## 外部連結
- .   [2016-09-10]. （原始内容存档于1998-12-12）.